# Csi li hsziang
A Csi li hsziang (kínai: 七里香, pinjin: Qī Lǐ Xiāng; ismert angol címén Common Jasmine Orange) Jay Chou ötödik stúdióalbuma, mely 2004-ben jelent meg. Az album egy virágról, a narancsjázminról (Murraya paniculata) kapta a címét. Az album második dalához Japánban, a tizedikhez pedig Oroszországban forgattak videóklipet. Az albumból Ázsia-szerte három és fél millió példány fogyott el.

## Számlista
Az összes szám szerzője Jay Chou.
| #   | Cím                                                                                | Dalszöveg                                 | Hossz |
| --- | ---------------------------------------------------------------------------------- | ----------------------------------------- | ----- |
| 1.  | Vo tö ti pan (Wǒ De Dì Pán) (我的地盤 My Territory)                                | Vincent Fang                              | 4:02  |
| 2.  | Csi li hsziang (Qī Lǐ Xiāng) (七里香 Common Jasmine Orange)                        | Vincent Fang                              | 4:57  |
| 3.  | Csie kou (Jiè Kǒu) (藉口 Excuse)                                                   | Jay Chou                                  | 4:18  |
| 4.  | Vaj po (Wài Pó) (外婆 Grandmother)                                                 | Jay Chou                                  | 4:02  |
| 5.  | Csiang csun (Jiāng Jūn) (將軍 Checkmate)                                           | Huang Csün-lang (Jun-Lang Huang) (黃俊郎) | 3:22  |
| 6.  | Ko csien ('Gē Qiǎn) (擱淺 Stranded)                                                | Devon Song                                | 3:58  |
| 7.  | Luan vu csun csiu (Luàn Wǔ Chūn Qiū) (亂舞春秋 Chaotic Dance of Spring and Autumn) | Vincent Fang                              | 4:37  |
| 8.  | Kun sou cse tou (Kùn Shòu Zhī Dòu) (困獸之鬥 Duel of Trapped Beasts)               | Will Liu                                  | 4:27  |
| 9.  | Jüan ju huj (Yuán Yóu Huì) (園遊會 Carnival)                                       | Vincent Fang                              | 4:13  |
| 10. | Cse csan cse sang (Zhǐ Zhàn Zhī Shāng) (止戰之殤 Wounds of War)                    | Vincent Fang                              | 4:34  |